# Чадир-Лунзький район
Чади́р-Лу́нзький район (рум. Raionul Ceadîr-Lunga) — адміністративно-територіальна одиниця Молдавської РСР та Республіки Молдова, що існувала від 11 листопада 1940 року до 22 липня 1995 року.

## Історія
Як і більшість районів Молдавської РСР, утворено 11 листопада 1940 року, центр — село Чадир-Лунга. До 16 жовтня 1949 року перебував у складі Кагульського повіту, після скасування повітового розподілу перейшов у безпосереднє республіканське підпорядкування.
Від 31 січня 1952 року до 15 червня 1953 року район входив до складу Кагульського округу, після скасування окружного поділу знову перейшов у безпосереднє республіканське підпорядкування.
9 січня 1956 року до складу Чадир-Лунзького району передано третину території скасованого Кангазького району.
25 грудня 1962 року до складу Чадир-Лунзького району передано частину території скасованого Тараклійського району, проте при відновленні Тараклійського району майже всі ці території повернуто останньому.
У 1991—1994 роках район номінально був частиною Республіки Молдова, але фактично перебував на території самопроголошеної Республіки Гагаузія.
1994 року Республіку Гагаузія повернуто до складу Молдови на правах широкої автономії, а 22 липня 1995 року, відповідно до Закону № 563-XIII, офіційно оформлено як автономне територіальне утворення Гагаузія. Тоді ж територію району з незначними змінами (до складу району передано одне село Бессарабського (Кірієт-Лунга) та одне село Тараклійського (Копчак) районів, у свою чергу з Чадир-Лунзького району передано три села (Валя-Пержей, Кортен та Твардіца) до Тараклійський району Молдови) передано до складу Гагаузії, де вона утворила Чадир-Лунзький округ (долай).

## Населені пункти
До утворення АТУ Гагаузія до складу Чадир-Лунгського району входили:
- 1 місто — Чадир-Лунга (рум. Ceadîr Lunga)
- 9 сіл, що не входять до складу комун:
  - Баурчи
  - Бешгіоз
  - Валя-Пержей[3]
  - Гайдар
  - Жолтай
  - Казаклія
  - Кортен[3]
  - Твардіца[3]
  - Томай.